# Rock TV
Rock TV è un'emittente televisiva tematica italiana dedicata al mondo del rock, dell'heavy metal e sottogeneri, prodotta dalla Seven Music Entertainment presso gli studi di Telelombardia. 
Nella sua prima incarnazione era visibile sulla piattaforma televisiva Sky Italia, al canale 718. La programmazione era costituita da videoclip, dagli anni settanta ai giorni nostri, e da trasmissioni a tema.
Il canale è stato creato nel 2001 da Gianluca Galliani.
Dal 3 ottobre 2016, il canale è stato reso visibile gratuitamente anche sul sito ufficiale, attraverso lo streaming.
Il 31 dicembre 2016, l'emittente ha cessato la sua programmazione sia su Sky che in streaming. A partire dal gennaio 2017, ha iniziato a trasmettere, saltuariamente, delle dirette attraverso il proprio canale YouTube, la pagina Facebook e Livestream. Tuttavia queste dirette non prevedono più la presenza di videoclip, che sono state organizzate in playlist su YouTube.
Da mercoledì 21 marzo 2018 è ripresa la trasmissione del programma Sala Prove, una produzione realizzata in collaborazione con Musicraiser, che ha curato il booking degli artisti, e SAE Institute Milano.
Dall'8 febbraio 2023 il canale è visibile sulla piattaforma streaming Samsung TV Plus al numero 4746.
Dal 15 dicembre 2023 il canale è visibile su qualsiasi dispositivo tramite la piattaforma streaming Plex.

## Programmi
- Rock News (condotto da Alteria, che presenta le novità riguardo al mondo del Rock)
- Let's rock (trasmette videoclip a rotazione)
- Italians Do It Better (trasmette videoclip di artisti esclusivamente italiani)
- Morning Glory (condotto da Mario Riso, che riceve messaggi dagli spettatori mentre vengono trasmessi dei video musicali)
- Database (condotto da Pino Scotto e da Jack, che riceve i messaggi degli spettatori)
- Metal zone, Hard rock zone, Indie zone, Discovery zone. (trasmette videoclip musicali di un genere in particolare)
- Sala Prove (trasmette le performance di gruppi emergenti ospiti a Rock TV)
- My Rock TV (dove gli spettatori richiedono dei video in particolare tramite telefonate)
- On The Road (interviste e approfondimenti con artisti in tour)
- Monography Zone (dove vengono trasmessi video di artisti in particolare)
- Classic (condotto da Ste e Tato, che trasmettono video di band classiche che hanno fatto la storia del rock)
- Crazy (condotto da Ste e Tato e Teo Roncalli, programma che unisce comicità a musica rock. Una serie di personaggi e parodie che cambiano di puntata in puntata)
- Rock TV Hits (video a rotazione di rock italiano e internazionale, dal passato alle novità)
- Rock TV Star (dedicato alla storia di singole band e artisti, trasmette i loro brani affiancati eventualmente a interviste)

### Rock TV School
Rock TV School è stata una scuola musicale ideata da Rock TV e che ha avuto come insegnanti affermati artisti della musica Rock. La Rock Tv School si trovava a Cusano Milanino.
La scuola consisteva in corsi con appuntamento settimanale, nei quali gli allievi hanno avuto l'occasione di incontrare e confrontarsi con artisti internazionali. Gli insegnanti dell'edizione 2010/2011 sono stati: Mario Riso (batteria), William Nicastro (basso), Mascia Foschi (canto), Steve Angarthal (chitarra), Diego Galeri (batteria), Alessandro Del Vecchio (tastiere e canto), Fabio Mittino (chitarra).